# Postsovjetske države
Postsovjetske države, obično poznate kao bivše sovjetske republike, nezavisne su države koje su se odcijepile od Saveza Sovjetskih Socijalističkih Republika nakon njegova sloma 1991. godine.
Postsovjetske države su subjekti raznih razvoja geografije, povijesti, politike, ekonomije i kulture u postsovjetskoj eri, vremenu nakon sloma Sovjetskog Saveza i razdoblju nakon vlasti komunističke partije.

## Države i geografska grupiranja
██ Rusija
██ Srednja Azija
██ Istočna Europa/Zapadni ZND
██ Baltičke države
██ Kavkaz
Postsovjetske države tipično su podijeljene u pet grupa. Svaka regija ima vlastiti uobičajeni skup osobina koje se osim geografskih i kulturnih čimbenika odnose na regionalnu povijest u odnosu prema Rusiji.
- Baltičke države: Estonija, Latvija i Litva.

- Srednja Azija: Kazahstan, Kirgistan, Tadžikistan, Uzbekistan, Turkmenistan

- Transkavkaz: Gruzija, Armenija i Azerbajdžan.

- Istočnoeuropske države: Ukrajina, Bjelorusija i Moldavija.

- Rusija se zbog svoje jedinstvene dominantne uloge u regiji općenito obrađuje kao zasebna kategorija.

Povijest istočnoeuropskih država od njihovih je najranijih početaka bila povezana s Rusijom, dok su srednja Azija i Transkavkaz ostali izvan dosega Rusije sve do 18. i 19. stoljeća. 
Teutonski red, Danska, Poljska i Švedska vladali su baltičkim zemljama prije pripojenja Carskoj Rusiji u 18. stoljeću i stjecanja nezavisnosti nakon Prvog svjetskog rata. Zapadne sile nisu nikad priznale aneksiju baltičkih zemlja koju je Sovjetski Savez izvršio 1940. godine (vidi Stimsonova doktrina za položaj SAD-a).

## Ekonomija
Vidi također Ekonomija Rusije
Nakon sloma Sovjetskog Saveza bivše sovjetske republike prihvatile su kapitalizam kao svoj vlastiti ekonomski sustav. Bruto domaći proizvod u svim bivšim sovjetskim republikama (isključujući baltičke države) odmah je pao, te je iznosio samo 86 posto svoje vrijednosti iz 1991. Inflacija se također razmahala. Do 2004. samo su baltičke države, Armenija, Bjelorusija i Kazahstan dosegli veći bruto domaći proizvod od onog kojeg su imali 1991. U samoj je Rusiji zamijećeni neuspjeh kapitalizma da poboljša životni stil kulminirao u ruskoj ekonomskoj krizi iz 1998. nakon čega je uslijedio vladin povratak na intervencionističku ekonomsku politiku.
Razlozi za očigledni neuspjeh kapitalizma u postsovjetskim državama bili su predmet mnogih debata. Oskudna ili ograničena transportna i komunikacijska infrastruktura, netestirani legalni sustavi i slaba zaštita vlasničkih prava, politička nestabilnost (osim baltičkih država) i prevelika birokracija označeni su glavnim razlozima neuspjeha kapitalizma. Ključni faktor je korupcija kao i loše upravljanje privatizacijom poduzeća koja su se nalazila u vlasništvu države, a sada njima upravljaju bivši sovjetski aparatčikovi ili oportunistički "oligarsi". Značajno je i popularno protivljenje kapitalizmu, a mnogi ljudi koji su živjeli čitav život u komunizmu zadržali su takozvani mentalitet homo sovieticusa. Naposljetku se slobodni tržišni neoliberalizam, koji se primjenjuje u većini bivših sovjetskih republika, dovodi u pitanje i optužuje kao pogrešni ekonomski model.

## Regionalne organizacije
██ Države članice ZND-a
██ Države članice EU-a i NATO-a
██ Pridružene države članice ZND-a
Brojne međunarodne organizacije i blokovi suradnje su niknuli u regiji nakon raspada Sovjetskog Saveza. Zemlje su podijeljene prema svojem sudjelovanju u tim blokovima:
- Tri pribaltičke države nisu pripadale nijednoj postsovjetskoj organizaciji, već su umjesto toga tražile i postigle članstvo u Europskoj uniji i NATO-u (samo su njihovi elektroenergetski i željeznički sustavi ostali blisko povezani s bivšim sovjetskim organizacijama). Jedini primjer njihova sudjelovanja u nekoj sovjetskoj organizaciji je nedavno članstvo u Zajednici demokratskog izbora.

- Turkmenistan osim svog članstva u Organizaciji za ekonomsku suradnju i promatračkog statusa u ZND-u (povukao se kao puni član 2005.) nije tražio bližu integraciju ni u jednoj zapadnoj ili postsovjetskoj organizaciji.

- Ukrajina, Moldova, Gruzija i Azerbajdžan sudjeluju u ZND-u, ali osim toga (poput pribaltičkih država) većinom ne sudjeluju u regionalnim organizacijama koji upliću Rusiju: takve organizacije su GUAM i Zajednica demokratskog izbora.

- Nasuprot njima, Bjelorusija, Armenija, Kazahstan, Kirgistan, Tadžikistan i Uzbekistan sudjeluju u nekoliko organizacija čiji je primarni pokretač Rusija. Takve organizacije su EurAsEc, CSTO, CACO i SCO.

Zadnje dvije grupe su postale različite tek kad se Uzbekistan povukao iz GUAM-a i potražio članstvo u EurAsEc-u. 
U ovom se odjeljku spomenute organizacije uglavnom (ili u potpunosti) sastoje od postsovjetskih država. Organizacije s mnogo širim članstvima nisu navedene.

### Isključivo postsovjetsko članstvo

#### Zajednica Nezavisnih Država
Zajednica Nezavisnih Država (ZND) sastoji se od 11 od nekadašnjih 15 sovjetskih republika – 4 iznimke su pribaltičke države i Turkmenistan. Stvorena je kako bi se "omogućio civilizirani razvod" između republika, ali umjesto toga njene su članice potpisale brojne dokumente koji promiču bližu suradnju. Turkmenistan je jedina bivša sovjetska država koji je bio član ZND-a ali se naposljetku povukao.
██ države članice GUAM-a
██ države članice CSTO-a
██ ostale države ZND-a i bivši član obje grupe

#### Organizacija dogovora o kolektivnom osiguranju
Šest država članica ZND-a (Rusija, Bjelorusija, Kazahstan, Kirgistan, Tadžikistan i Armenija) su unaprijedile svoju vojnu suradnju, uspostavivši Organizaciju dogovora o kolektivnom osiguranju (CSTO), koja je proširenje prethodnog Dogovora o kolektivnom osiguranju (CST). Uzbekistan koji se uz (Gruziju i Azerbajdžan) povukao iz CST-a 1999. pridružio se GUAM-u. Godine 2005. povukao se iz GUAM-a i trenutno ponovno traži bliže veze s Rusijom, pa se može smatrati da će se ponovno pridružiti CSTO-u tijekom 2006.

#### GUAM
Četiri države članice ZND-a (Gruzija, Ukrajina, Azerbajdžan i Moldova) osnovale su GUAM grupu s namjerom stvaranja protuteže ruskoj dominaciji u regiji. Navedene četiri članice su posebne jer ne sudjeluju ni u jednoj regionalnoj organizaciji koja je niknula nakon raspada Sovjetskog Saveza (osim ZND-a).
██ države članice
██ status promatrača

#### Euroazijska ekonomska zajednica
Euroazijsku ekonomsku zajednicu (EURASEC) osnovale su Rusija, Bjelorusija, Kazahstan, Kirgistan i Tadžikistan. Izrasla je iz Carinske unije ZND-a. Ukrajina i Moldova imaju status promatrača u zajednici, dok je Ukrajina izrazila želju da ne postane punopravna država članica. Budući da su zajedničke granice s ostatkom zajednice preduvjet potpunog članstva, Moldova je spriječena od njegova traženja. Uzbekistan je zatražio članstvo u rujnu 2005.   Arhivirana inačica izvorne stranice od 1. svibnja 2013. (Wayback Machine) kada je započeo proces spajanja CACO-a i Euroazijske ekonomske zajednice. Punopravnim članom postao je 25. siječnja 2006.
██ države članice
██ status promatrača

#### Srednjoazijska organizacija za suradnju
Srednjoazijska organizacija za suradnju (CACO) prvi je put pokrenuta 1991. godine od pet srednjoazijskih država kao Srednjoazijska zajednica. Kasnije se Turkmenistan zbog vlastite politike izolacije povukao iz sudjelovanja u svim regionalnim forumima. Tadžikistan se pridružio 1998, dok se Rusija pridružila (sada preimenovanom) CACO-u 2004. Pri kraju 2005. između država članica je odlučeno da će se Uzbekistan pridružiti Euroazijskoj ekonomskoj zajednici, te da će se obje organizacije ujediniti u jednu.

#### Savez Rusije i Bjelorusije
Savez Rusije i Bjelorusije izvorno je formiran 2. travnja 1996. pod imenom "Zajednica Rusije i Bjelorusije" prije nego što je učvršćen 3. travnja 1997. Pokrenuo ga je bjeloruski predsjednik Aleksandar Lukašenko.
Na papiru Savez Rusije i Bjelorusije teži daljnjoj integraciji iza okvira same suradnje, uključujući uvođenje rublja kao zajedničke valute.

### Prvenstveno postsovjetsko članstvo
██ Zajednica demokratskog izbora
██ Organizacija za ekonomsku suradnju

#### Organizacija za ekonomsku suradnju
Organizaciju za ekonomsku suradnju izvorno su osnovali Turska, Iran i Pakistan 1985., ali 1992. organizacija je proširena na Afganistan i šest prvenstveno muslimanskih republika bivšeg SSSR-a: Azerbajdžan, Kazahstan, Kirgistan, Tadžikistan, Turkmenistan i Uzbekistan.

#### Zajednica demokratskog izbora
Zajednica demokratskog izbora (CDC) formirana je u prosincu 2005. prvenstveno na poticaj Ukrajine i Gruzije. Sastavljena je od šest postsovjetskih država (Ukrajina, Gruzija, Moldova i tri pribaltičke države Estonija, Latvija i Litva) i triju ostalih država istočne Europe (Slovenija, Rumunjska i Republika Makedonija).
Ovaj se forum poput GUAM-a uvelike vidi kao namjera suprotstavljanja ruskom utjecaju u području. Ovo je jedini međunarodni forum čije je središte postsovjetski prostor u kojem također sudjeluju pribaltičke države. Ostale tri postsovjetske države u zajednici su također članice GUAM-a.
██ države članice SCO-a
██ status promatrača

#### Šangajska organizacija za suradnju
Šangajska organizacija za suradnju (SCO) se sastoji od Kine i pet postsovjetskih država (Rusija, Kazahstan, Kirgistan, Tadžikistan i Uzbekistan). Organizacija je osnovana 2001. iako njezina prethodnica, grupa Šangajska petorka, postoji od 1996. godine. Njeni ciljevi se okreću oko sigurnosnih pitanja.

## Politički problemi
U svojem izvješću za 2006. Freedom House je prema političkoj slobodi u bivšim sovjetskim republikama izvijestio sljedeće:
- Estonija, Latvija, Litva i Ukrajina su "slobodne" zemlje
U svojem popisu za 2005. Freedom House je označio Ukrajinu kao "djelomično slobodnu."
- Armenija, Gruzija, Kirgistan i Moldova su uvrštene u popis "djelomično slobodnih" zemalja.
U svojem popisu za 2005. Freedom House je označio Kirgistan kao "neslobodnu" zemlju.
- Rusija, Bjelorusija, Azerbajdžan i četiri srednjoazijske države (Uzbekistan, Turkmenistan, Tadžikistan i Kazahstan) uvrštene su na popis "neslobodnih"—dok je Turkmenistan, posebice, dobio najgoru moguću ocjenu o slobodi, te je popisan kao jedan od osam najrepresivnijih režima u godini.

Reporteri bez granica su slično objavili u indeksu slobode tiska diljem svijeta u kojem su zapisali sljedeće:
- Dobra situacija u Estoniji, Latviji i Litvi
- Zamjetljivi problemi u Armeniji, Gruziji, Moldovi i Tadžikistanu
- Teška situacija u Azerbajdžanu, Bjelorusiji, Rusiji, Ukrajini, Kazahstanu, Kirgistanu i Uzbekistanu
- Vrlo ozbiljna situacija u Turkmenistanu

Nekoliko postsovjetskih država nisu promijenile vodstvo od svoje nezavisnosti. Takvi vođe su bili Saparmurat Nijazov u Turkmenistanu, Islam Karimov u Uzbekistanu, te Nursultan Nazarbajev u Kazahstanu. Svi navedeni su u početku imali ograničenije rokove, ali su kroz dekrete ili referendume produljili svoj ostanak u službi (praksa koju je također slijedio bjeloruski predsjednik Aleksandar Lukašenko). Askar Akajev iz Kirgistana je jednako služio kao predsjednik od vremena kirgistanske nezavisnosti sve dok nije bio prisiljen da odstupi zbog kirgiske revolucije 2005.
Problem dinastijske sukcesije bio je drugi problem koji je utjecao na politiku nekih postsovjetskih država. Ilham Alijev je naslijedio svog oca (Heydar Alijev) kao predsjednika Azerbajdžana. Ova je teorija poduprta djecom ostalih vođa u srednjoj Aziji koja se također pripremaju za nasljedstvo. Sudjelovanje Akajevog sina i kćeri u kirgiskim parlamentarnim izborima 2005. podiglo je strahove da će se dinastička sukscesija koristiti i u Kirgistanu, pa je možda doprinijela anti-akajevskoj klimi koja je dovela do njegova svrgavanja.
Represija u Uzbekistanu, Kazahstanu, Bjelorusiji i nekoliko drugih postsovjetskih država sprječava demokraciju od širenja na mnoge zemlje. Budući da Rusija brani svoju dominaciju nad svojim susjedima podupiranjem autokratâ i ignoriranjem racija aktivista za ljudska prava, malo je vjerojatno da će netko izvana intervenirati kako bi se stvari poboljšale.

### Separatistički sukobi
Većina vojnih sukoba u postsovjetskom prostoru imali su veze sa separatističkim željama teritorijâ s različitim etničkim i religijskim sastavom od većine stanovništva u državi u kojoj tvore službeno priznate dijelove.
Teritoriji u kojima su do sada izbili vojni sukobi:
- Transnistrija (Pridnjestrovlje)  (traži nezavisnost od Moldavije)
- Abhazija i Južna Osetija  (traže nezavisnost od Gruzije)
- Čečenija i Dagestan (traže nezavisnost od Rusije)

Izvan tih regija Adžarija je u potpunosti reinkorporirana u Gruziju, a sukob je ondje završio mirno. Separatistički vođa Aslan Abašidze je pobjegao u Rusiju gdje mu je osiguran azil.
Nakon dva krvava rata Čečenija se nalazi pod kontrolom središnje ruske vlade, iako se sukob nije još završio.
Transnistrija, Abhazija, Južna Osetija su u drugu ruku postigle de facto nezavisnost koju ipak ne priznaje nijedna zemlja na svijetu — ruska vojska je prisutna u svakom od tih triju teritorija. Gorski Karabah je slično postigao de facto nezavisnost s armenskim trupama koje imaju kontrolu nad čitavim teritorijem i čak susjednim dijelovima Azerbajdžana. Od 1994. ove četiri regije su sklopile sporazum o uzajamnoj pomoći, a njihovi su vođe u nekoliko prilika ponovili ta jamstva. Azerbajdžan je u rujnu 2023. pokrenuo ofenzivu na tu regiju te je obnovio svoj teritorijalni suverentitet u siječnju 2024., kada se Karabah vratio pod azerbajdžansku kontrolu. 

### Građanski ratovi
Građanski ratovi, koji nisu bili povezani sa separatističkim regijama, pojavili su se dvaput u regiji:
- Gruzijski građanski rat (Rusko-gruzijski rat 2008.) između snaga Zvijada Gamsahurdije i Eduarda Ševardnadzea. Rat je završio nakon što su ruske snage intervenirale u potporu Ševardnadzeove vlade koja se u zamjenu složila da će se pridružiti Zajednici Nezavisnih Država.
- Tadžikistanski građanski rat koji je trajao između 1992 i 1997.

### Obojane revolucije
Od 2003. godine dogodile su se brojne (velike) miroljubive "obojane revolucije" u tri postsovjetske države. Nakon spornih izbora popularni su protesti donijeli na vlast bivšu opoziciju.
- Revolucija ruža u Gruziji, koja je dovela do svrgavanja Eduarda Ševardnadzea.
- Narančasta revolucija u Ukrajini, koja je donijela na vlast Viktora Juščenka.
- Revolucija tulipana u Kirgistanu, koja je dovela do ostavke Askara Akajeva.

### Problemi ruskog stanovništva
U većini postsovjetskih država živi značajna rusofona populacija čiji politički položaj kao etničke manjine varira od punog priznanja njihovih prava do ozbiljnih sukoba u državama gdje se Rusi vide kao "okupatori".
- Rusi u Kazahstanu
- Rusi u Latviji
- Povijest Rusa u Estoniji
- Povijest Rusa u Litvi

## Više informacija
- Istočni blok
- Sovjetizacija
- Rusifikacija
- Rusofobija